# Internationale Automobil-Ausstellung

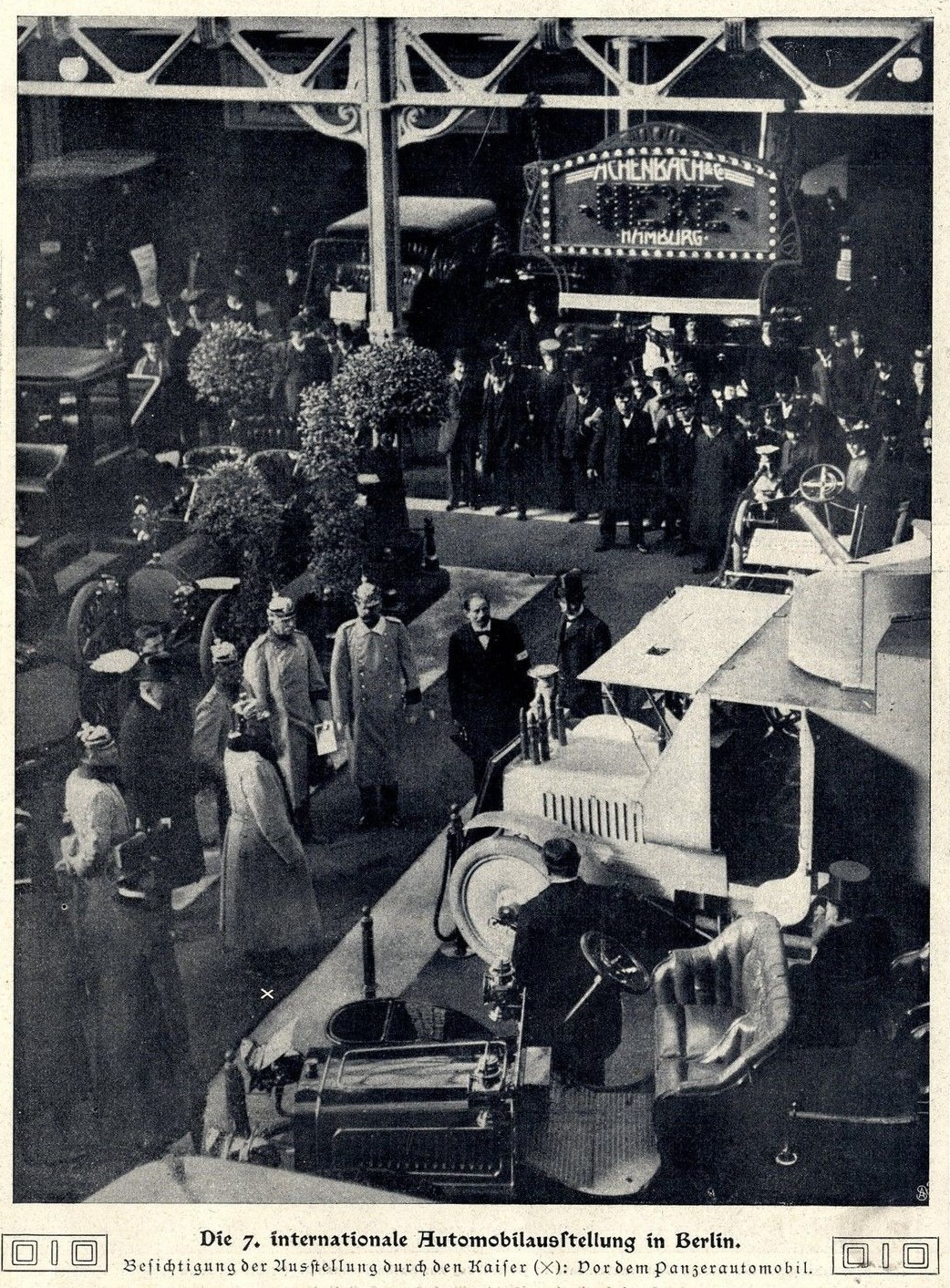
IAA Berlin 1907, Kaiser Wilhelm II. besichtigt das neue Panzerautomobil

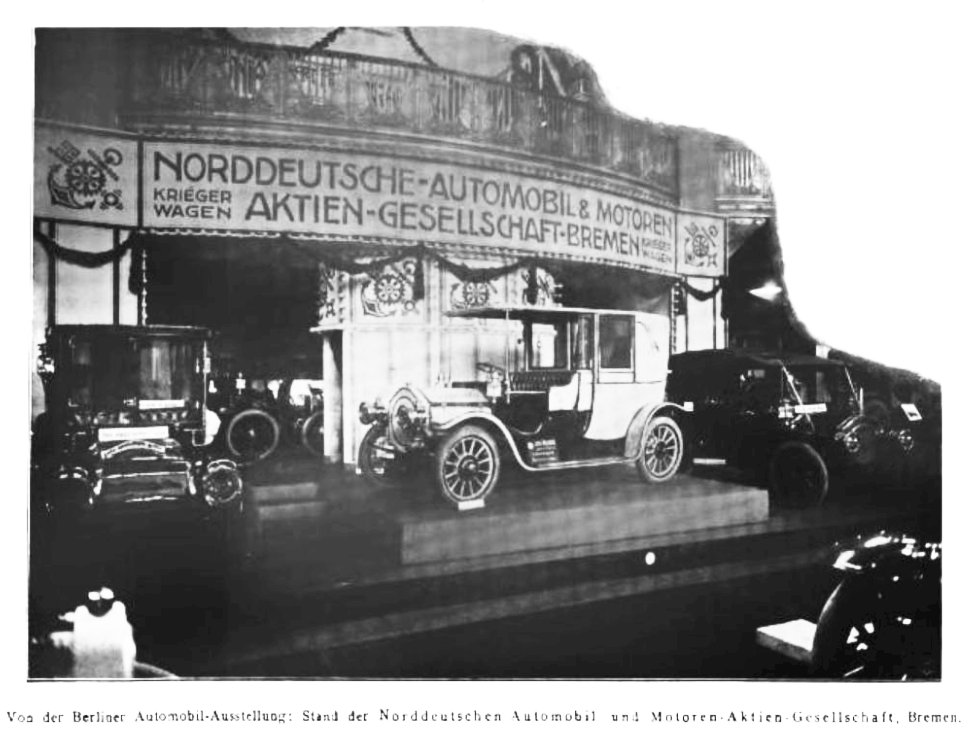
IAA Berlin 1907 Blick auf den Stand von NAMAG (Norddeutsche Automobil- und Motorenwerke AG)

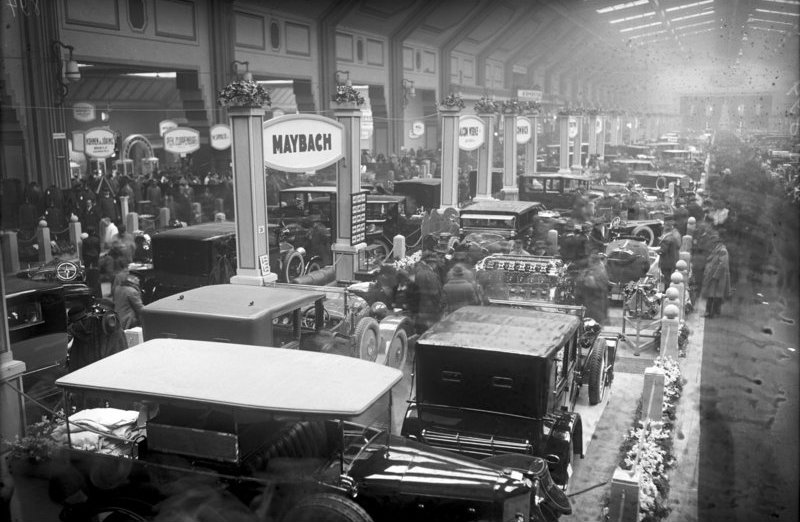
Automobil-Ausstellung 1924 am Berliner Kaiserdamm: Blick auf den Maybach-Stand

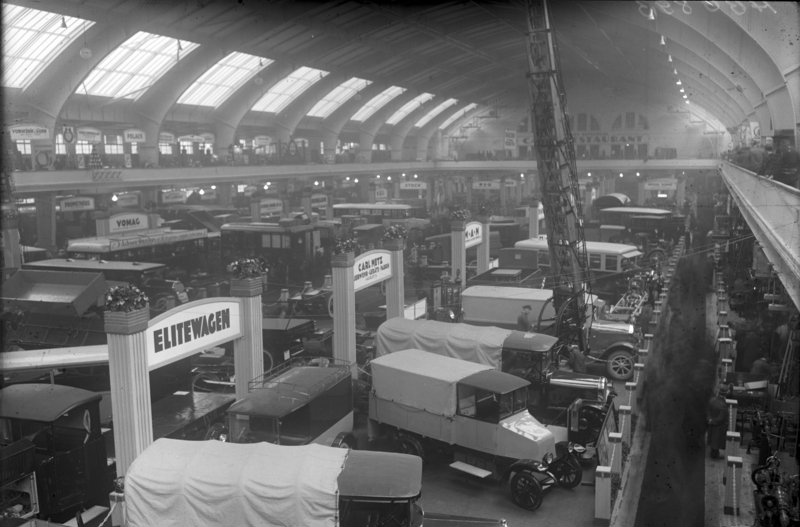
Automobil-Ausstellung 1924: Blick in die Nutzfahrzeug-Halle

Die Internationale Automobil-Ausstellung (IAA) ist eine der größten und international bedeutendsten Automobil-Fachmessen. Bis 1939 fand sie überwiegend in Berlin statt. Nach der kriegsbedingten Unterbrechung fand sie von 1951 bis 2019 alle zwei Jahre in Frankfurt am Main und 2021 erstmals als Mobilitätsplattform IAA Mobility in München statt. Von der PKW-Ausstellung wurde 1992 die IAA Nutzfahrzeuge entkoppelt, sie wird seither in allen geraden Jahren in Hannover durchgeführt. Terminlich werden Fachbesucher-, Presse- und Publikumstage unterschieden. Ausgerichtet wird die IAA vom Verband der Automobilindustrie (VDA).

## Geschichte

### Anfänge: 1897–1911
Am 30. September 1897 fand im Berliner Hotel Bristol die Gründungsveranstaltung des Mitteleuropäischen Motorwagenvereins MMV statt. Dabei waren acht „Motorwagen“ der Gründungsmitglieder zu sehen: vier Benz, zwei Lutzmann, ein Kühlstein sowie ein Daimler. Entsprechend der Zählung des Veranstalters der IAA wird dies als erste Automobilausstellung in Deutschland gewertet.
Die zweite Motorwagen-Ausstellung fand am 24. Mai 1898 im Berliner Landesausstellungs-Park statt. Dabei wurden 13 Fahrzeuge vorgestellt, darunter erstmals auch ein Lastkraftwagen.
Vom 3. bis 28. September 1899 fand eine Internationale Motorwagen-Ausstellung im Exerzierhaus und auf dem Kasernenhof des II. Garderegiments zu Fuß in der Karlstraße in Berlin statt, an der sich bereits über 100 Aussteller, darunter 13 aus Frankreich, beteiligten. Bei der Eröffnungsveranstaltung mit Staatssekretär von Podbielski als Redner wurden fünftausend Besucher gezählt. Die gezeigten Motorwagen ähnelten im Aufbau noch weitgehend den Pferdekutschen. Der Berliner Künstler Max von Kawaczynski (1860–1912) gestaltete für diese Ausstellung eine Medaille aus Bronze mit einem Durchmesser von 65 Millimetern und einem Gewicht von 50 Gramm. Eine weibliche Gestalt hielt Avers beziehungsweise auf der Vorderseite einen Lorbeerzweig über ihren Kopf. Darüber befand sich in Großbuchstaben der Name des Stifters MITTLEUROPAEISCHER MOTORWAGEN-VEREIN. Die Räder eines Gefährts rollten über eine Landkarte (Globus-Ausschnitt) mit den Umrissen des kaiserlichen Deutschlands und seinen angrenzenden damaligen Staaten. Je drei Blitze an den Abschlussklappen der Radachse symbolisierten die Geschwindigkeit des Gefährts. Eine Art Raubkatze krallte sich mit ihren Vorderpforten um die Achsenstange. Auf der Rückseite der Prämien-Medaille stand an einem Eichenbaum der Hinweis: FÜR GUTE LEISTUNGEN. Rund um den Medaillenrand Revers wurde vom Berliner Künstler festgehalten: INTERNATIONALE MOTORWAGEN-AUSSTELLUNG BERLIN 1899. Unter den Gewinnern der Goldenen Medaille befand sich ein Wiener Automobilhersteller. Sein Exponat „Mylord/Coupé“ vom System Egger-Lohner „C 14“ war kein „Benzin-Motorfahrzeug“, sondern ein mithilfe von Akkus angetriebenes Elektrofahrzeug, wie es „zur Zeit“ nur einige Wenige gab.
Das Exerzierhaus des II. Garde-Regiments zu Fuß befand sich in der damaligen Berliner Karlstraße 12, ab 1947 Reinhardtstraße 29 in Berlin-Mitte. Das unter Denkmalschutz stehende Portal ist noch erhalten.
Vom 14. bis 25. Mai 1902 richtete erstmals der Verein Deutscher Motorfahrzeug-Industrieller, die Vorgängerorganisation des heutigen Veranstalters VDA, eine Ausstellung aus. Sie wurde zum ersten Mal Automobil-Ausstellung statt wie bisher Motorwagen-Ausstellung genannt. Die Fahrzeuge wurden in den Stadtbahnbögen des Bahnhofs Friedrichstraße gezeigt.
Mit Kaiser Wilhelm II. eröffnete 1905 zum ersten Mal ein Staatsoberhaupt eine Automobilausstellung in Deutschland. Dies war bereits die 7. IAA. Schirmherr der Ausstellung war Prinz Heinrich von Preußen.
Bis 1911 fanden noch sechs weitere Ausstellungen statt.

### Jahre 1921–1931

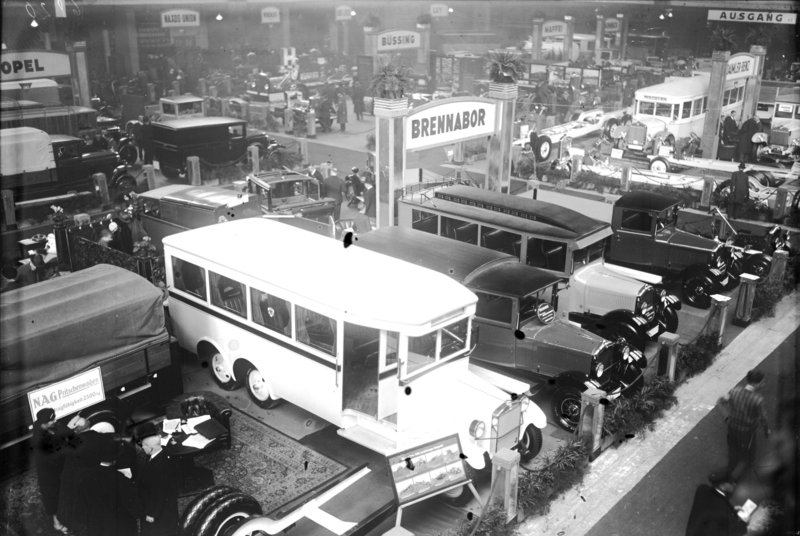
21. Automobil-Ausstellung 1928 in Berlin: Stand von Brennabor

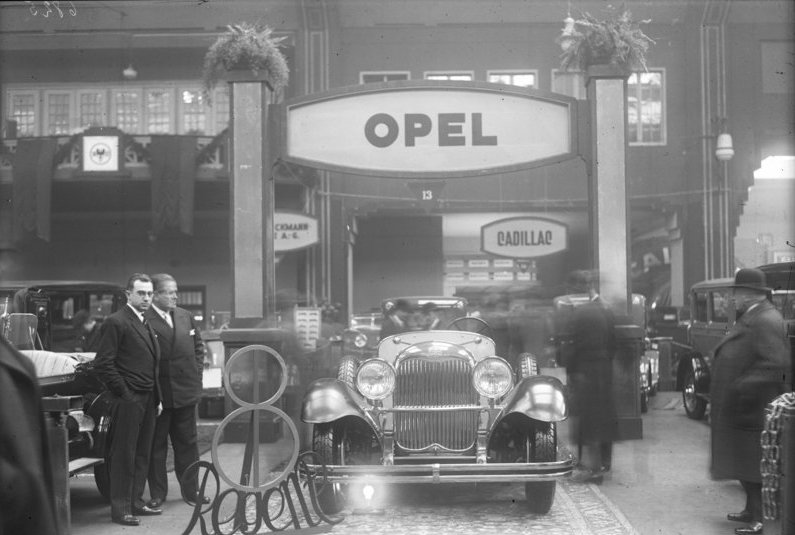
Der Opel „Regent“ auf der 21. IAA

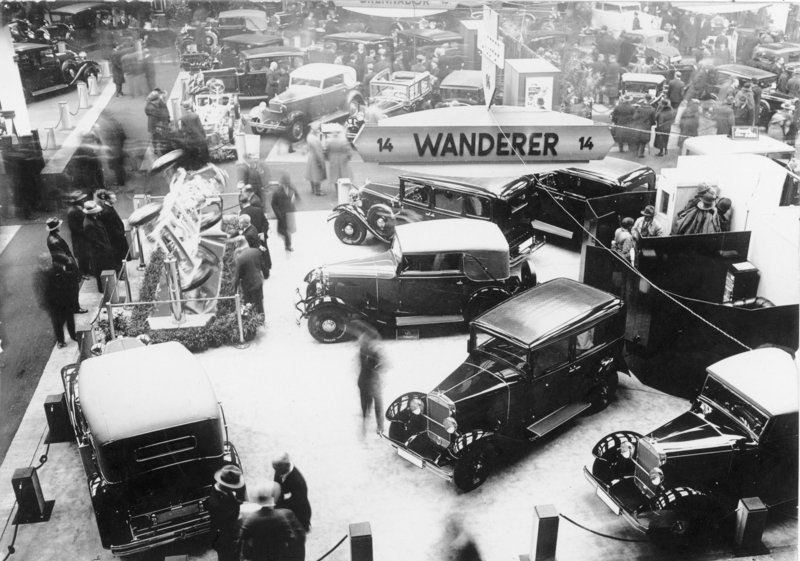
22. IAA 1931 in Berlin: Blick auf den Stand der Wanderer-Werke aus Schönau bei Chemnitz

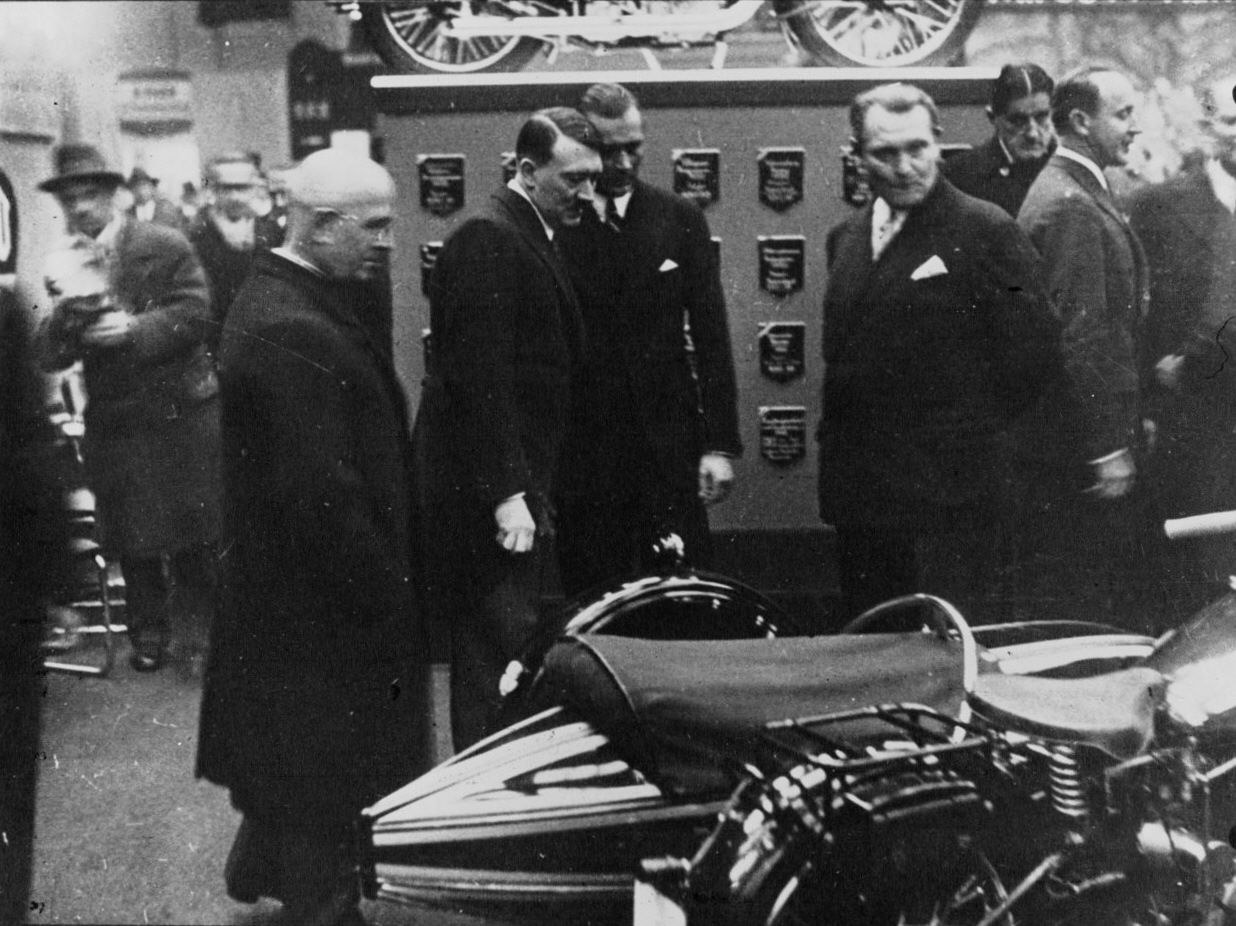
23. Internationale Automobil- und Motorrad-Ausstellung IAMA im Februar 1933

Bedingt durch den Ersten Weltkrieg und dessen Folgen gab es bis 1920 keine Fahrzeug-Ausstellung in Deutschland; die erste Automesse nach dem Krieg fand 1921 statt. Auf dieser vom 23. September bis 2. Oktober durchgeführten 14. Automobil-Ausstellung wurden nur deutsche Produkte gezeigt. Besonderes Aufsehen fanden der aerodynamisch geformte Rumpler-Tropfenwagen sowie eine als Bosch-Horn bezeichnete Hupe mit elektro-akustischem Signalgeber, die wenige Monate später in Serie ging und das traditionelle Horn mit Blasebalg ersetzte.
Als Veranstaltungsort diente bis 1939 eine während des Krieges neu geschaffene, repräsentative Ausstellungshalle am Berliner Kaiserdamm.
Waren 1921 noch 67 Hersteller mit rund 150 Fahrzeugen vertreten, so stellten bei der 15. Ausstellung im Februar 1923 bereits 653 Aussteller ihre Produkte aus.
Die 16. Deutsche Automobilausstellung vom 10. bis 18. Dezember 1924 stand ganz im Zeichen neuartiger Kleinwagen. Galt das Automobil bisher als Luxusobjekt der vermögenden Oberschicht, so wurden nunmehr zumindest für den selbstständigen Mittelstand bezahlbare Fahrzeugtypen vorgestellt. Hierzu gehörten Automobile wie der „Kommissbrot“ genannte Hanomag 2/10 PS und der als „Laubfrosch“ bekannt gewordene Opel 4 PS.
Die 19. IAA fand vom 20. bis 31. Mai 1927 unter politischem Druck des seinerzeitigen Oberbürgermeisters Konrad Adenauer auf dem Messegelände in Köln statt. Es wurden ausschließlich Nutzfahrzeuge gezeigt. Ziel war es, den wirtschaftlichen Einfluss Kölns zu steigern. Es blieb jedoch die einzige Automobilausstellung der Stadt. Eine ebensolche Episode war die 20. Ausstellung vom 4. bis 14. März 1928 auf der Leipziger Messe.
Die acht Monate später vom 8. bis 18. November 1928 wieder in Berlin stattfindende 21. Automobilausstellung zeigte den technischen Fortschritt im Automobilbau: So wurde mit dem Röhr 8 erstmals ein deutsches Auto mit Zahnstangenlenkung und Einzelradaufhängung der Öffentlichkeit gezeigt. Als erster Opel mit Achtzylindermotor war der Luxuswagen Opel 24/110 PS „Regent“ zu sehen. Besondere Aufmerksamkeit erregte auch der von dem Metallwerk Max Brose & Co., heute Brose Fahrzeugteile, entwickelte erste Kurbelfensterheber.
Wegen der Weltwirtschaftskrise fand 1929, 1930 und 1932 keine IAA statt.
Noch mitten in der globalen Rezession fand in Berlin unter großen Schwierigkeiten vom 19. Februar bis 1. März 1931 die 22. IAA statt, die rund 295.000 Besucher zählte. Erstmals wurden Fahrzeuge mit dem bis dahin unüblichen Frontantrieb vorgestellt: Als preisgünstigstes Automobil und zugleich eines der ersten Serienfahrzeuge mit Frontantrieb galt der „DKW Frontwagen“. Bei Nutzfahrzeugen zeigte sich ein zunehmender Trend zu Dieselmotoren. Im Folgejahr fiel die IAA erneut aus.

### Zeit des Nationalsozialismus
Kurz nach der Machtergreifung der NSDAP fand vom 11. bis 23. Februar 1933 in Berlin die 23. Internationale Automobil- und Motorrad-Ausstellung unter dem Motto „Vollgas Voraus“ statt. Da auf den Ausstellungen 1933 bis 1939 auch Motorräder, seinerzeit weiter verbreitet als Autos, gezeigt wurden, hießen diese nun IAMA. Erst ab 1951 wurde wieder die Bezeichnung IAA verwendet. In der Eröffnungsrede kündigte der erst kurz zuvor ernannte Reichskanzler Adolf Hitler steuerliche Entlastungen für Autobesitzer und großzügige Straßenbaupläne an. Damit ging er auf die von der Automobilindustrie seit der Weimarer Republik beklagten Hindernisse für eine allgemeine Verbreitung des Automobils ein. Auch kündigte er die staatliche Subvention des Motorsports an. Zu den technischen Messeneuheiten gehörten u. a. der Ford Köln und der Standard Superior als zwei der ersten Fließhecklimousinen; als teuerstes Auto deutscher Produktion wurde der Maybach Zeppelin DS 8 vorgestellt.

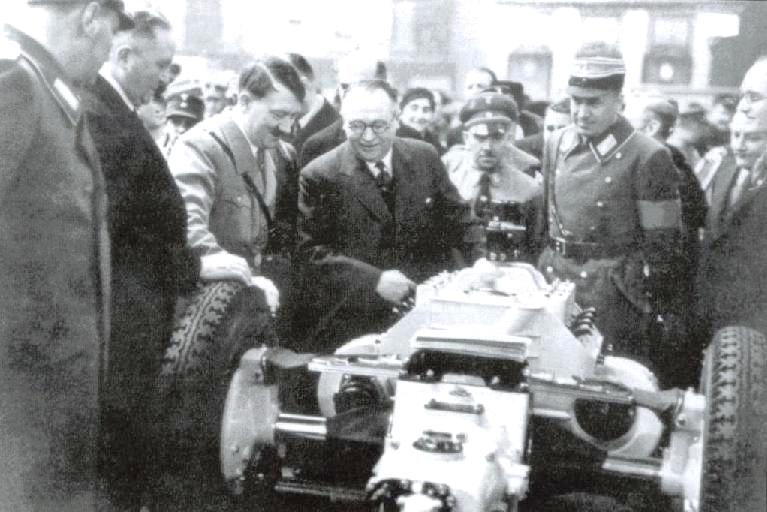
Auf der 24. IAMA 1934 erläutert Hans Ledwinka Adolf Hitler das Fahrgestell des neuen Tatra 77

Die Automobil- und Motorrad-Ausstellungen in den Folgejahren gerieten mehr und mehr unter den Einfluss des von Joseph Goebbels geführten Propagandaministeriums, das teilweise unmittelbar in die Gestaltung der Messe intervenierte: So wurde vorgegeben, deutsche Messestände in einem gleichartigen Design zu gestalten, um so den Eindruck deutscher Einheit zu vermitteln. Eine weitere Vorgabe bestand im Aufbau einer temporären Ruhmeshalle, in der als „Arbeiter der Stirn und der Faust“ sowohl deutsche Ingenieure wie etwa Gottlieb Daimler und Carl Benz als auch Fabrikarbeiter als nationale Helden geehrt wurden.
Auch wurde die Medienpräsenz erheblich erweitert, unter anderem durch die zunehmende Verbreitung des Volksempfängers. Die IAA bzw. IAMA wandelte sich von einer Veranstaltung für wenige Vermögende hin zu einer Massenveranstaltung: So verzeichnete die Ausstellung vom 8. bis 18. März 1934 bereits 600.000 Besucher. Möglich wurde dies durch deutschlandweite Werbung auf Litfaßsäulen, kurze Werbefilme in den Ufa-Kinos und die Bereitstellung von Sonderzügen und -bussen. Das Plakat dieser Ausstellung, die unter dem Motto „Wille wirkt Wunder“ stand, war das erste und einzige mit einem Hakenkreuz versehene IAA-Plakat. In typischer NS-Propagandapose reckte ein Arm mit Hakenkreuzbinde über rauchenden Fabrikschloten ein Pkw-Fahrgestell zum Himmel.
Bei der Eröffnung der 24. Automobil- und Motorrad-Ausstellung 1934 forderte Hitler die Aufhebung des „klassenbetonenden Charakters“ des Automobils als Verkehrsmittel für nur wenige und kündigte erstmals den Bau eines erschwinglichen Familienfahrzeuges für alle „Volksgenossen“ an. Gleichzeitig proklamierte er ein staatliches Programm zur autarken Kraftstoffversorgung Deutschlands. Im Sinne dieser Autarkie-Bemühungen wurden vermehrt Fahrzeuge mit Holzgaserzeugern gezeigt, so ein unter Imbert-Patent konstruierter Westwaggon-Bus sowie ein von Henschel ausgestellter Dampflastwagen. Als eines der auffälligsten Fahrzeuge galt ein Doppeldecker-Fernreisebus des Karosseriebauers Gebr. Ludewig auf einem Büssing-NAG-Fahrgestell mit im Fischgrätmuster aufgestellten Sesseln, wobei die Sitze im unteren Bereich nach außen, die im oberen nach innen gewandt waren. Im PKW-Bereich zeigte die Messe den zunehmenden Trend zum Heckmotor, wie etwa beim erstmals vorgestellten Mercedes 130, und zu Stromlinienformen. Besondere Aufmerksamkeit widerfuhr dem Tatra 77, einem der ersten aerodynamisch gestalteten Serienfahrzeuge.
Die IAMA dienten Hitler zunehmend, sich als Führer einer modernen Bewegung zu präsentieren. Auf der 26. IAMA wurde 1936 im Zentrum des Eingangsbereichs eine Büste Adolf Hitlers aufgestellt, um die herum sternförmig hakenkreuzdekorierte Automobile gruppiert wurden. Ein Teil dieser Fahrzeuge waren historische Modelle, ein weiterer Teil sichtbar stark beanspruchte Fahrzeuge, die Hitler in den 1920er-Jahren beim Aufbau der Partei genutzt hatte: Diese Autos wurden als unentbehrliches Mittel der Machtergreifung präsentiert.
Ein zentrales Thema aller IAMA bis 1939 war die Vorbereitung der Einführung eines Volkswagens. In der Eröffnungsrede zur 25. Ausstellung 1935 verkündete Hitler die Fertigstellung der Vorentwürfe, ein Jahr später verwies er unter Anspielung auf den von ihm verehrten Henry Ford auf die bereits verwirklichte Einführung eines solchen Fahrzeuges für die Massen in Amerika. Auch auf den IAMA 1937 und 1938 kündigte Hitler die baldige Produktion eines Volkswagens an; diese Messen besuchte er gleich zweimal.
Vorgestellt wurde der neue „KdF-Wagen“ – der spätere VW Käfer – erst auf der 29. IAMA vom 17. Februar bis 5. März 1939. Diese 29. Ausstellung stellte mit rund 825.000 Besuchern einen neuen Besucherrekord in der Geschichte der IAA dar. Der am 1. September 1939 mit dem deutschen Überfall auf Polen begonnene Zweite Weltkrieg verhinderte die Durchführung weiterer Automobilausstellungen.

### Nachkriegszeit 1945–1959
An der 1946 in Paris durchgeführten, ersten europäischen Nachkriegs-Automobilausstellung durften sich Unternehmen aus dem kriegsverantwortlichen Deutschland nicht beteiligen. Daher stellten in den Jahren 1947 bis 1949 deutsche Automobilhersteller ihre Fahrzeuge auf der Exportmesse Hannover in einer eigenen Halle der Automobilindustrie vor. Diese Ausstellungen werden vom VDA nachträglich als 30. bis 32. IAA gewertet.
1950 veranstaltete der neu gegründete VDA eine Autoschau in Berlin, die nachträglich als 33. IAA gezählt wurde.
Im April 1951 fand in Frankfurt am Main die 34. IAA statt.
Obwohl sich die meisten Bundesbürger noch gar kein Auto leisten konnten, kamen bereits 570.000 Besucher.
Ausgestellt waren außer neuen großen Modellen wie dem BMW 501 die in der Zeit des gerade beginnenden Wirtschaftswunders beliebten Kleinwagen wie der Lloyd 300 sowie die für den Wiederaufbau benötigten Muldenkipper und schweren Lastkraftwagen, darunter der MAN MK 26 als erster deutscher LKW mit Diesel-Abgasturbolader. Als völlig neue Nutzfahrzeugklasse wurden Kleintransporter wie der DKW-Schnellaster und der Tempo Matador ausgestellt. Auffallend waren auch die erstmals vorgestellten Rundhaubenlastwagen von Magirus-Deutz mit einer neuartigen, bisher bei Nutzfahrzeugen unüblichen flüssigen Karosseriegestaltung.
In seiner Eröffnungsrede zu dieser 34. IAA bezeichnete Bundespräsident Theodor Heuss – im scharfen Gegensatz zur Euphorie der 1930er-Jahre – das Automobil als „eine banale Angelegenheit“. Gleichzeitig kritisierte er die veraltete Technik deutscher Produkte.
Eine als 35. IAA gezähle „Autoschau“ fand vom 6. bis 16. September 1951 in Berlin statt. Zu ihr kamen nur etwa 290.000 Besucher. Wegen des erschwerten Zugangs in die Viersektorenstadt und weil Berlin für westdeutsche Unternehmen und Besucher nur zeitraubend über das Staatsgebiet der zwei Jahre zuvor gegründeten Deutschen Demokratischen Republik erreicht werden konnte, fanden künftige IAA nunmehr bis in die 1980er-Jahre in Frankfurt am Main statt, und zwar im Zweijahresrhythmus.
Zur 36. IAA, die vom 19. bis 29. März 1953 in Frankfurt am Main stattfand, erschienen 750.000 Besucher. Sie interessierten sich vor allem für bezahlbare Fahrzeuge wie den neuen Messerschmitt Kabinenroller und einen mit Stahlteilen statt wie bisher Holz aufgewerteten Lloyd 400. Bei größeren Fahrzeugen wie dem erstmals gezeigten Opel Olympia Rekord und der ebenfalls neuen DKW-Sonderklasse ging der Trend zu immer größeren Fensterflächen. Eine weitgehend neue Karosseriebauform boten die erstmals präsentierten Kombiwagen. Im Bereich der Nutzfahrzeuge wurde der neuentwickelte Ford FK 1000 als Konkurrent zum VW Transporter vorgestellt. 568 Unternehmen stellten aus, davon 43 aus dem Ausland, die die Fahrzeugproduktion von zehn Nationen vertraten.
Auch die 37. IAA im Jahr 1955 bot eine Vielzahl neu entwickelter Modelle, die lange Zeit das Straßenbild der 1950er- und 1960er-Jahre prägten. Hier gehören neben dem Großen DKW 3=6 und der Isabella TS die Kleinwagen Lloyd 600 und Maico MC 500/4. Kurios erschienen ein ausgestellter Dornier Delta, bei dem die Insassen Rücken an Rücken saßen, sowie dreirädrige offene Zweisitzer von Brütsch.
Auch auf den weiteren IAA der 1950er-Jahre interessierten sich die Besucher, die sich entsprechend der geringen Kaufkraft noch keinen Volkswagen Käfer leisten konnten, vor allem für preiswertere Kleinwagen wie den NSU-Fiat Jagst und den NSU Prinz, die mit ihrem geringen Hubraum auch hinsichtlich der Kfz-Steuer von Vorteil waren. Als kleine Sensation auf der IAA 1957 galt ein Goggomobil mit Panoramascheibe und Zweifarbenlackierung.
Eine Attraktion auf der IAA 1959 stellten der erstmals in Deutschland öffentlich vorgestellte Mini, vor allem wegen seiner platzsparenden Bauweise, und der DAF 600 wegen des einzigartigen Variomatic-Getriebes dar. Zum ersten Mal waren mit einem Moskwitsch-407 und einem GAZ M-21 Wolga auch Fahrzeuge aus der Sowjetunion auf einer IAA zu sehen. Blickfang der Messe war der Aufriss eines riesigen Schiffes, in dessen Inneren eine Vielzahl von VW-Käfern transportiert werden.

### 1960er- und 1970er-Jahre
Die 40. IAA im Jahre 1961 erzielte einen Besucherrekord mit 950.000 Besuchern; dieser Rekord wurde erst 1977 übertroffen.
Alles, was an technischen Raffinessen im Automobilbau Anfang der 1960er Jahre möglich war, enthielt der auf der 41. IAA 1963 ausgestellte Mercedes-Benz 600. Bei einem Preis von rund 50.000 Mark und einem jährlichen Durchschnittsentgelt in Höhe von 7775 Mark blieb er Repräsentationsfahrzeug nur weniger.
1965 war mit dem Hersteller Honda erstmals ein japanisches Unternehmen auf der IAA vertreten. Bis dahin gab es kaum japanische Fahrzeuge auf dem deutschen Markt.
Meistdiskutiertes Fahrzeug auf der IAA 1967 war der NSU Ro 80: Als revolutionär wurden seine strömungsgünstige Keilform und der Zweischeiben-Wankelmotor gewertet.
1969 wurde auf der IAA erstmals öffentlich die erste Generation eines Antiblockiersystems des US-amerikanischen Unternehmens ITT präsentiert.
Die 45. Ausstellung wurde 1971 aus wirtschaftspolitischen Gründen kurzfristig abgesagt. Dies war die Geburtsstunde der Automechanika; damit gab die Messe Frankfurt den üblicherweise auch auf der IAA vertretenen Kfz-, Ausrüstungs-, Zubehör- und ähnlichen Firmen die Gelegenheit einer entsprechenden Präsentation.

### 1980er-Jahre
Die 50. IAA fand 1983 unter dem Motto „Computer und Elektronik“ statt. Viele Modelle wiesen erstmals Digitalanzeigen auf. Den ersten sprechenden Bordcomputer auf einer IAA präsentierte der Hersteller British Leyland in einem Austin Maestro. Den Trend zur Elektronik zeigte auch ein auf der IAA 1983 erstmals öffentlich vorgestellter Tankautomat der Firma Kienzle.
Im Mittelpunkt der technischen Gespräche auf der 52. IAA 1987 war das Tanklasterunglück von Herborn: Diskutiert wurde, ob die seinerzeit innovative Elektropneumatische Schaltung EPS des Unfallwagens für das Unglück mitverantwortlich war. 1989 fand die letzte IAA mit den gemeinsamen Sparten Personenkraftwagen und Nutzfahrzeuge in Frankfurt am Main statt und erzielte einen Besucherrekord mit 1.233.100 Messegästen. Wegen der Zunahme der präsentierenden Hersteller teilte man die Fachmesse ab 1989 auf in die IAA Personenkraftfahrzeuge in Frankfurt und IAA Nutzfahrzeuge in Hannover, die alternierend alle zwei Jahre stattfinden.

### 1990er-Jahre
Die 1990er-Jahre läuteten einen Themenwandel in der Präsentation der Automobile ein: Gezeigt wurden zunehmend Modelle unter dem Aspekt der Wirtschaftlichkeit, insbesondere hinsichtlich eines günstigen Kraftstoffverbrauchs.
Preiswerte Automobile zeigte auf der IAA 1991 auch der erstmals auf dieser Ausstellung vertretene koreanische Hersteller Hyundai.
Die erste IAA Nutzfahrzeuge fand im Mai 1992 in Hannover statt: Da rund 287.000 Interessierte die Messe besuchten und 1284 Aussteller aus 29 Ländern ihre Produkte auf einer Fläche von 252.000 Quadratmetern präsentierten, wertete der Veranstalter die Aufteilung der Messe in IAA Nutzfahrzeuge und IAA Personenfahrzeuge als richtige Entscheidung. Bestätigt wurde dies auf der IAA Nutzfahrzeuge 1996, als 1400 Aussteller aus 45 Staaten vertreten waren.
Eine Attraktion auf der IAA 1997 bot der Smart als neu konzipiertes Modell eines Kleinstwagens. Die Markteinführung in Deutschland für Hybridelektrokraftfahrzeuge begann auf der IAA 1999 mit dem erstmals präsentierten Toyota Prius.

### 2000er-Jahre

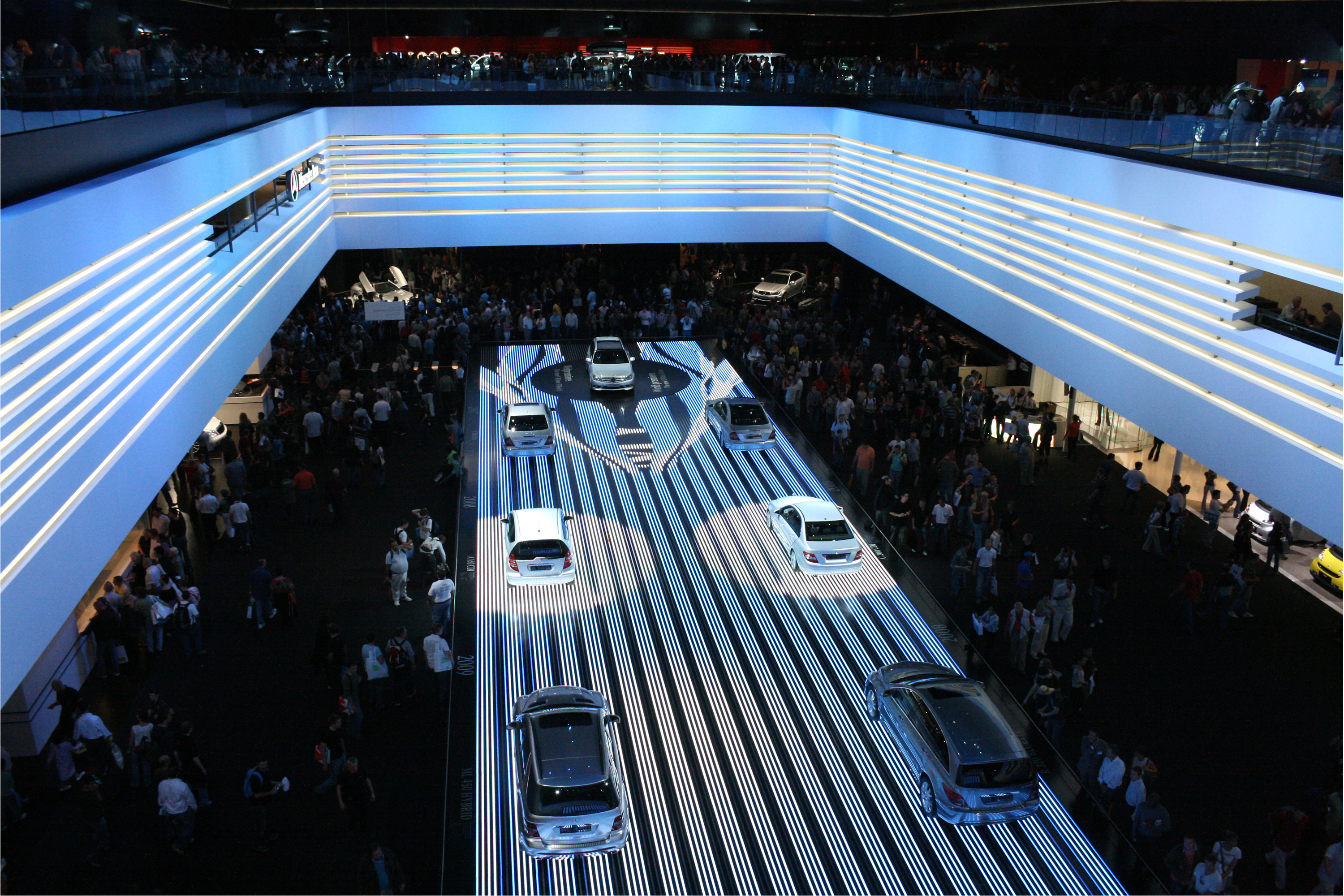
Automobilausstellung 2007

Die IAA Pkw bietet seit den 2000er-Jahren zunehmend Shows im Hollywood-Stil, bei denen neben Weltpremieren und Konzeptfahrzeugen auch Konzernabende und Messepartys sowie für Besucher attraktive künstlerische Darbietungen im Vordergrund stehen. Die IAA Nutzfahrzeuge hingegen hat sich zu einer Fachausstellung entwickelt, bei der neben Lastkraftwagen und Omnibussen die gesamte Wertkette dieses Bereichs einschließlich Zulieferern, Finanzierern, Mobilitätsmanagement und Logistik abgebildet wird. Zielt die Konzeption der IAA PKW eher auf das breite Publikum und die Medien, verzeichnet die IAA Nutzfahrzeuge einen zunehmenden Anteil an Fachbesuchern. Lag deren Anteil bei der IAA Nutzfahrzeuge 1991 noch bei 66 %, so betrug er 2001 über 90 %. Fachbesucher nutzen diese IAA zur Entscheidungsfindung über Investitionen und zur Anbahnung von Vertragsabschlüssen.
Die 58. IAA Nutzfahrzeuge fand – bedingt durch die zeitgleiche Weltausstellung Expo 2000 – ausnahmsweise in Frankfurt statt.
Aufgrund der Terroranschläge am 11. September 2001 fand die IAA 2001 unter Trauerbeflaggung statt. Alle Feiern wurden abgesagt.
2005 waren erstmals auch chinesische Automarken auf der IAA vertreten. Die 940.000 Besucher kamen aus 99 Ländern. Jeder siebte von ihnen war aus dem Ausland, über 70 % aus Europa. 10 % kamen aus Amerika, mehr als doppelt so viele wie bei der vorangegangenen IAA. Der Anteil der Fachbesucher aus Asien stieg von 9 % auf 15 %.
Fast 90 % der Deutschen kannten bei einer Umfrage im Jahr 2005 die IAA als Fachmesse der Automobilindustrie. Es berichteten über 14.000 Journalisten, davon 40 % aus dem Ausland. 2006 war mit der Marke CAMC erstmals ein chinesischer Nutzfahrzeughersteller auf der IAA vertreten.
Die IAA Pkw 2007 war mit fast einer Million Gästen eine der meistbesuchten IAA seit der Trennung. Wesentliche Themen waren Kraftstoffeffizienz und Kohlenstoffdioxid-Reduzierung. Es waren 88 Weltpremieren, davon 46 von deutschen Herstellern, zu sehen, beispielsweise Hybridfahrzeuge.
Die IAA Pkw 2009 stand im Schatten der Weltwirtschaftskrise und einige namhafte Hersteller sagten die Teilnahme ab. Gleichwohl gab es insgesamt 100 Weltpremieren der Hersteller, darunter 55 aus Deutschland, sowie 87 Weltneuheiten der Zulieferer zu sehen. Ein Schwerpunkt der Messe mit rund 850.000 Besuchern bildete der Umweltschutz: Im Mittelpunkt standen vor allem Autos mit Elektroantrieb.

### 2010er-Jahre

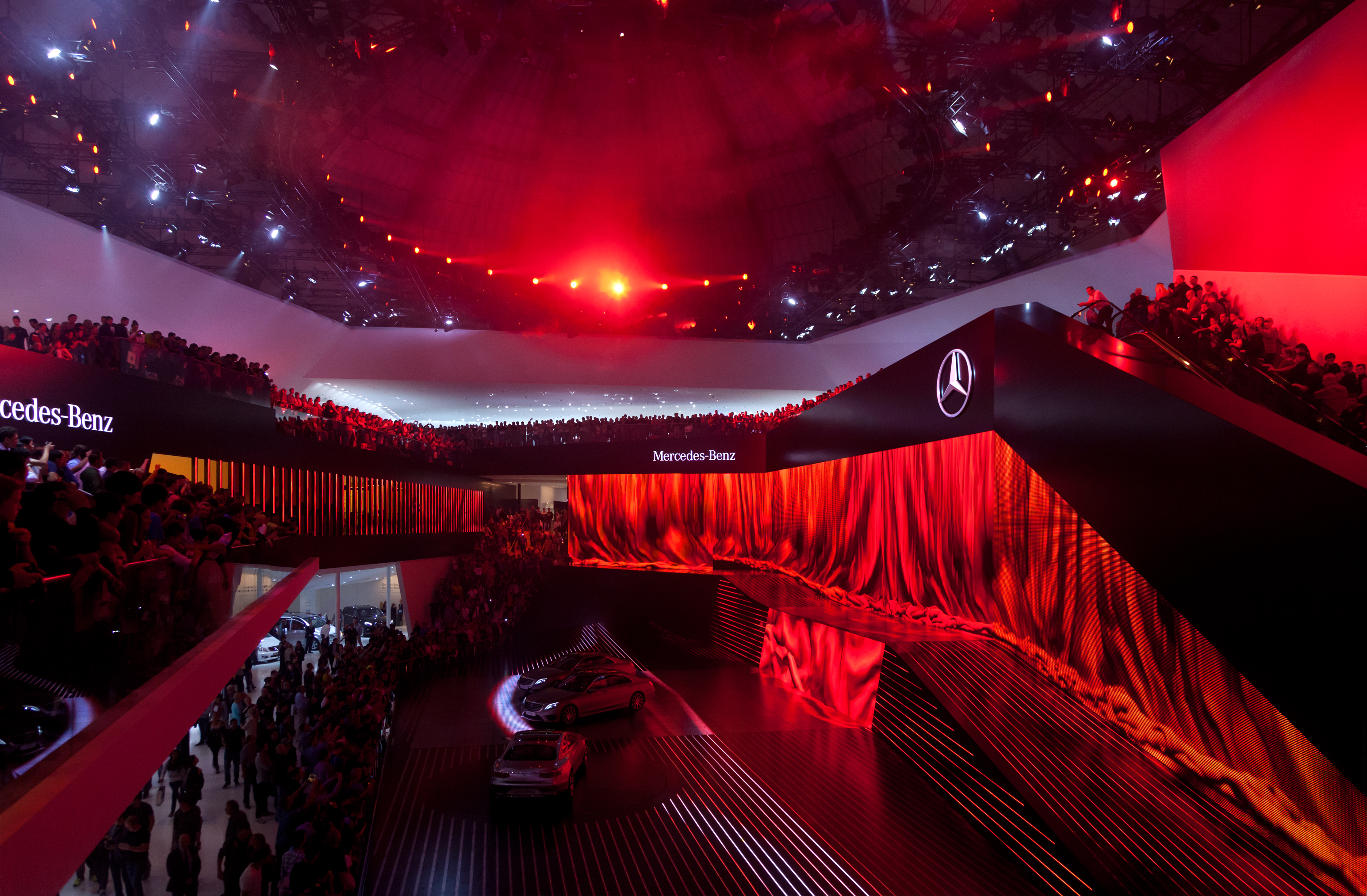
Automobilausstellung 2013. Blick auf den Mercedes-Stand in der Festhalle

Die 2010er Jahre waren von der Transformation der Automobilindustrie geprägt: Die IAA Pkw 2011 präsentierte als erste Automesse weltweit die gesamte Wertschöpfungskette der Elektromobilität in einer dedizierten Halle.
2015 folgte mit der New Mobility World ein Ort für das gesamte Ökosystem um die Themen Elektromobilität, autonomes Fahren, Vernetzung und Urbane Mobilität. In der zweiten Woche der IAA wurde der Abgasskandal (Dieselgate) öffentlich. Bis zu dieser IAA Pkw lagen die Ausstellerzahlen konstant über 1.000. Die Zahl der Besucher lag bei 931,700.
Die 67. IAA Pkw 2017 – die erste nach dem Abgasskandal – war überschattet von dem damit verbundenen Vertrauensverlust in die deutsche Automobilindustrie. Die Zahl der Aussteller fiel erstmals unter 1.000, die Besucherzahl auf 810.000 – der schlechteste Wert seit 2001.
Die New Mobility World wuchs derweil deutlich auf 250 teilnehmende Organisationen, 200 Konferenzspeaker und 250.000 Besucher. Sie sollte nun nicht nur den Zukunftsthemen und neuen Marktteilnehmenden eine Plattform geben, sondern auch die Internationalität steigern sowie Formate und Geschäftsmodelle jenseits der klassischen Automesse und Standflächenvermietung entwickeln.

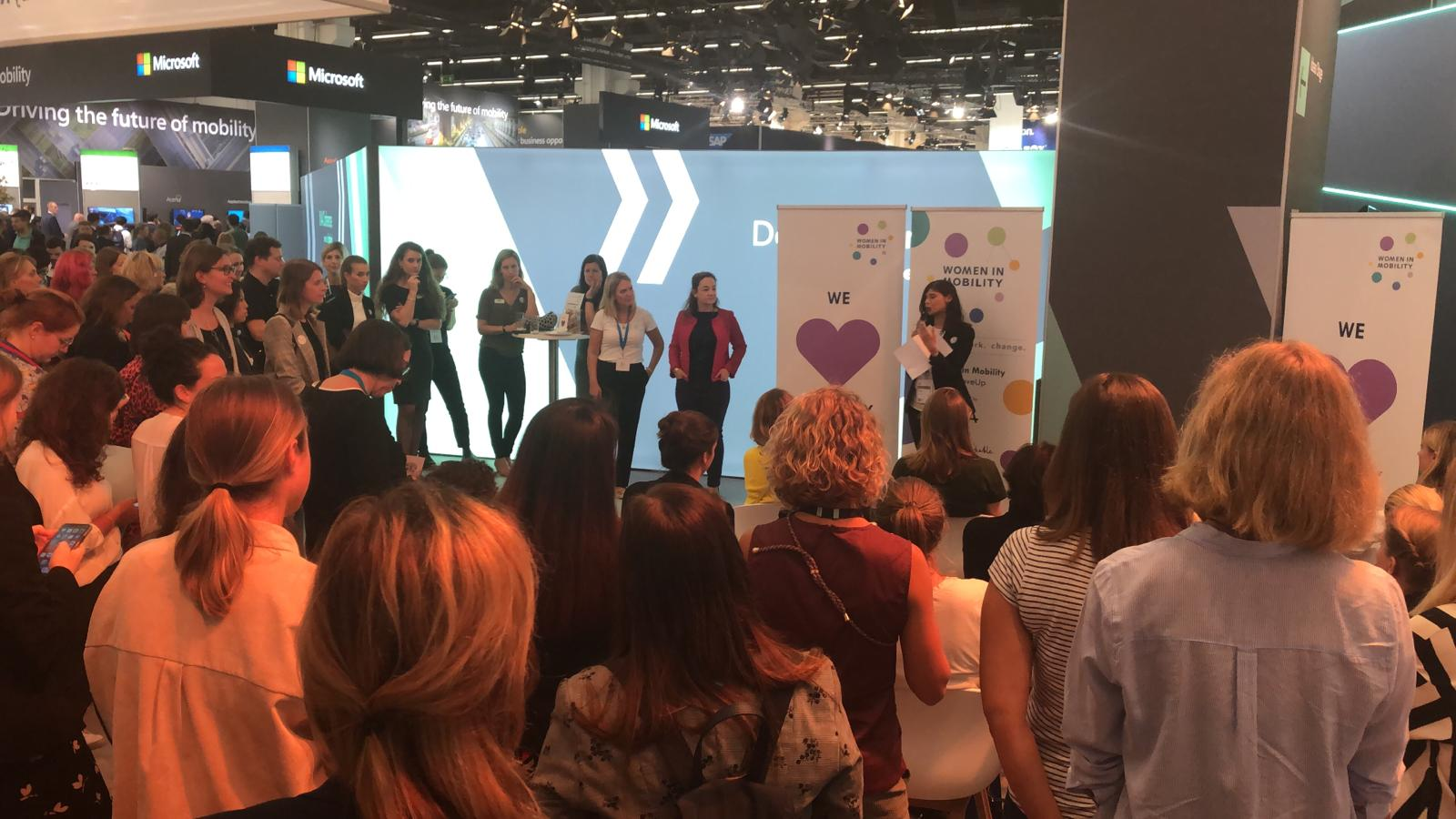
Treffen der Women in Mobility in der NMW Lounge 2019

Dieser Trend setzte sich auch auf der 68. IAA Pkw 2019 fort: die New Mobility World wuchs auf über 400 teilnehmende Organisationen, die Zahl der Besucher verdoppelte sich auf 500.000. Sie steigerte ihre internationale Reichweite: 62 % der 240 Speaker und 47 % Teilnehmende der rein englischsprachigen Konferenz kamen aus dem Ausland. Die Auslandspresse nahm die New Mobility World verstärkt als eigenständiges Format wahr.
Die IAA selbst verzeichnete nur noch 560.000 Besucher (inklusive NMW), die Zahl der Aussteller ging auf 873 zurück, insbesondere durch weiteren Verlust internationaler Aussteller.
Deutlich stärker als der Vergangenheit wurde die IAA von Protesten begleitet. Die Forderungen der Aktivisten reichten von einem schnellen Ausstieg aus dem Verbrennungsmotor über einen klimaneutralen Verkehr bis 2035 bis hin zu einer Begrenzung der Höchstgeschwindigkeit auf 120 km/h auf Autobahnen. Für Kontroversen sorgte zudem die Ausladung von Oberbürgermeister Peter Feldmann. Zu einer Demonstration am 14. September für die Verkehrswende kamen laut Veranstalter insgesamt 25.000 Teilnehmer, davon 18.000 per Fahrrad; die Polizei sprach von etwa 15.000. Am 15. September wurde der Haupteingang der IAA von Hunderten Aktivisten besetzt.

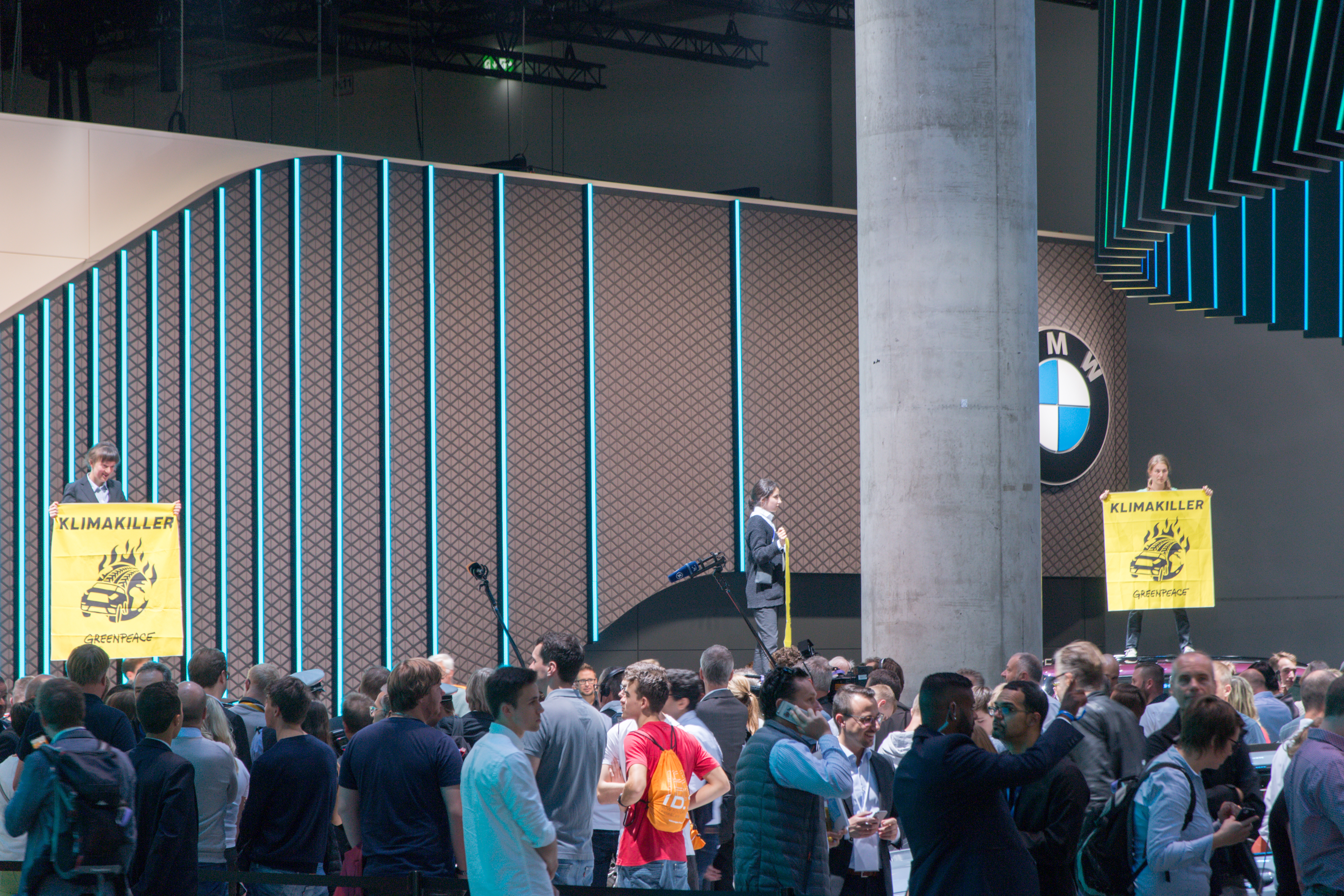
Demonstration von Klimaaktivisten auf der IAA 2019

Auch die IAA Nutzfahrzeuge der 2010er Jahre stand im Zeichen der Transformation. Als reine Fachmesse entwickelte sich deutlich linearer weiter als ihr Pkw-Pendant:
Auf der IAA Nfz 2010 waren 1.751 Aussteller aus 43 Ländern vertreten. Sie zeigte die Entwicklung von Umwelttechnologien für Nutzfahrzeuge wie Brennstoffzellenfahrzeuge, besonders saubere Diesel-Lkw und Hybrid-Lkw.
Auf der IAA Nfz 2012 waren 1.904 Aussteller aus 46 Ländern vertreten. Die Messe zeigte u. a. den wachsenden Trend zu alternativen Antrieben, Telematik sowie Aerodynamik bei Lkw und Sattelaufliegern.
Die 65. IAA Nfz 2014 war geprägt von der Präsentation der Möglichkeiten der Vernetzung und Automatisierung bei Nutzfahrzeugen wie etwa dem Rangieren von fahrerlosen Lastzügen mittels Tablet. Sie verzeichnete 2.066 Aussteller. Auffallend war die hohe Zahl von Ausstellern aus China, die wie bereits 2012 den größten Anteil bei den ausländischen Herstellern hatten.
Die 2.013 Aussteller der 66. IAA Nfz 2016 waren noch internationaler als in der Vergangenheit. Erstmals präsentierte eine NMW Logistics ein dezidiertes Startup- und Konferenzprogramm.
2018 verzeichnete die 67. IAA Nfz mit 2.174 einen Ausstellerrekord, und auch die Zahl der Weltpremieren und die Ausstellungsfläche stellten Spitzenwerte dar. Im Fokus standen die Themen Elektromobilität, Digitalisierung, Vernetzung, automatisiertes Fahren und urbane Logistik.

## IAA Mobility 2021

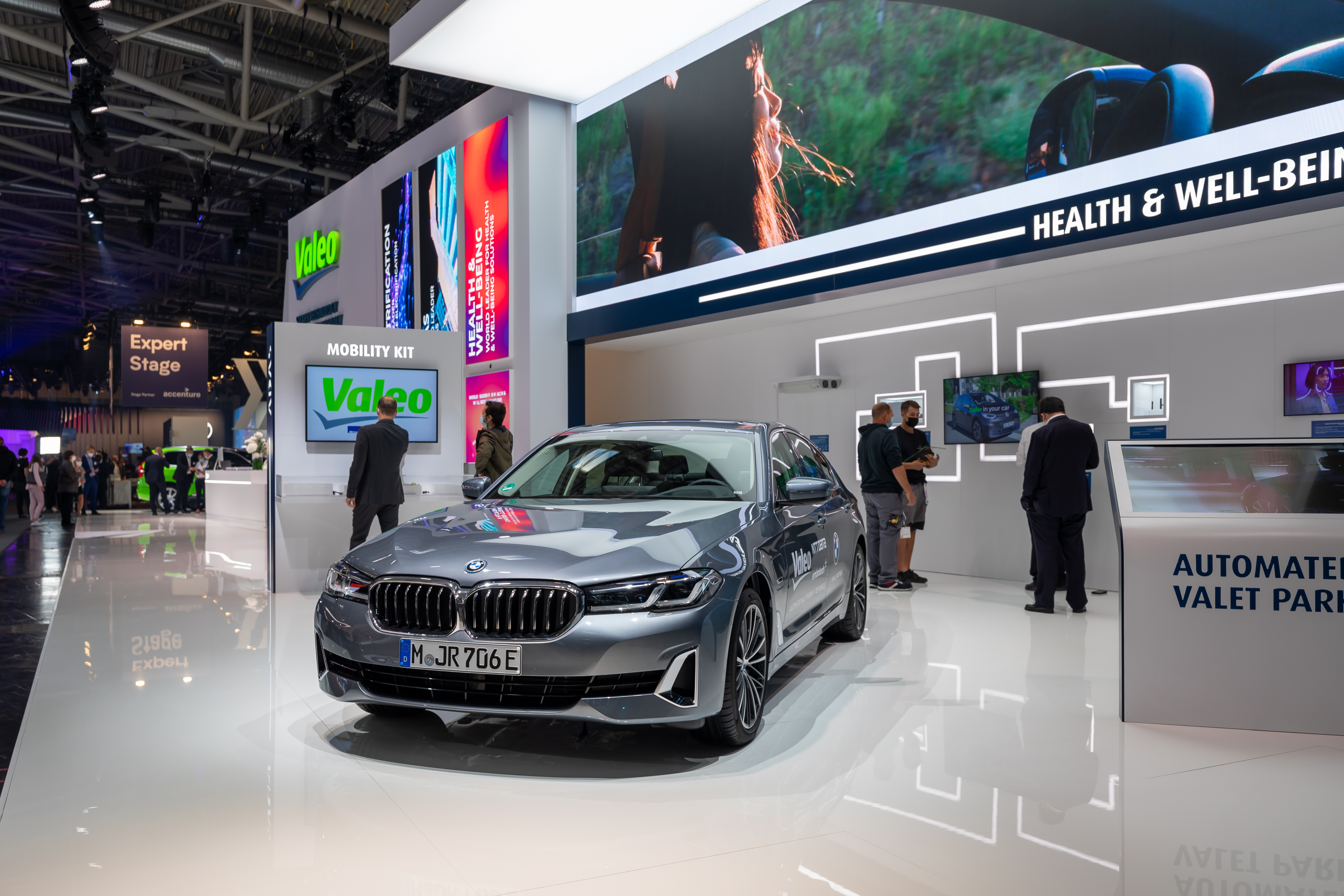
Stand des Zulieferers Valeo auf der IAA Mobility 2021

Zum Jahr 2021 wurde sowohl das Konzept der Messe als auch der Standort geändert. Unter dem neuen Namen IAA Mobility findet die Messe seitdem auf dem Messegelände in München statt. Der neue Name soll das erweiterte Konzept unterstreichen, der inhaltliche Schwerpunkt liegt nun auf dem Thema Mobilität auch jenseits von Automobilen. So waren erstmals auch Fahrradhersteller unter den Ausstellern. Die erste IAA Mobility fand vom 7. bis 12. September 2021 in München statt.

### Veranstaltungsbereiche

#### Open Space
Auf dem Open Space wurden Mobilitätskonzepte direkt in der Stadt gezeigt. Für die IAA Mobility in München waren hier verschiedene Innenstadtplätze vorgesehen. Im Open Space sollten Bürger die Möglichkeit haben, Veranstaltungen wie Konzerte, Präsentationen oder Dialogveranstaltungen direkt vor ihrer Haustür zu erleben. Diese Veranstaltungsbereiche waren Bestandteil des überarbeiteten Konzept der IAA und waren inhaltlich eng mit den Themen auf dem Messegelände verbunden.

#### Blue Lane
Die Blue Lane verband die Veranstaltungsorte in der Münchener Innenstadt mit dem Messegelände. Es gab Routen für Transfers und Testfahrten. Mit der Verbindung sollten die Mobilitätslösungen für die Besucher jenseits der Ausstellerplattformen und Dialogformate direkt erlebbar gemacht werden.

### Kritik
Die IAA 2021 fand mit dem Zusatz Mobility statt. So sollte die Ausrichtung auf zukunftsfähige Mobilität betont werden. Kritiker wie das Bündnis #noIAA warfen der IAA vor, „sich nur einen grünen Anstrich zu verpassen“. Auf der Theresienwiese wurde von „Sand im Getriebe“ und anderen Organisationen ein Protestcamp errichtet, auf dem Vorträge, Podiumsdiskussionen, Filmvorführungen, Workshops und mehr stattfanden. Mit der Gegenveranstaltung „#KonTraIAA“ wurde parallel zur IAA eine Vision für eine klimagerechte Mobilitätswende dargestellt.

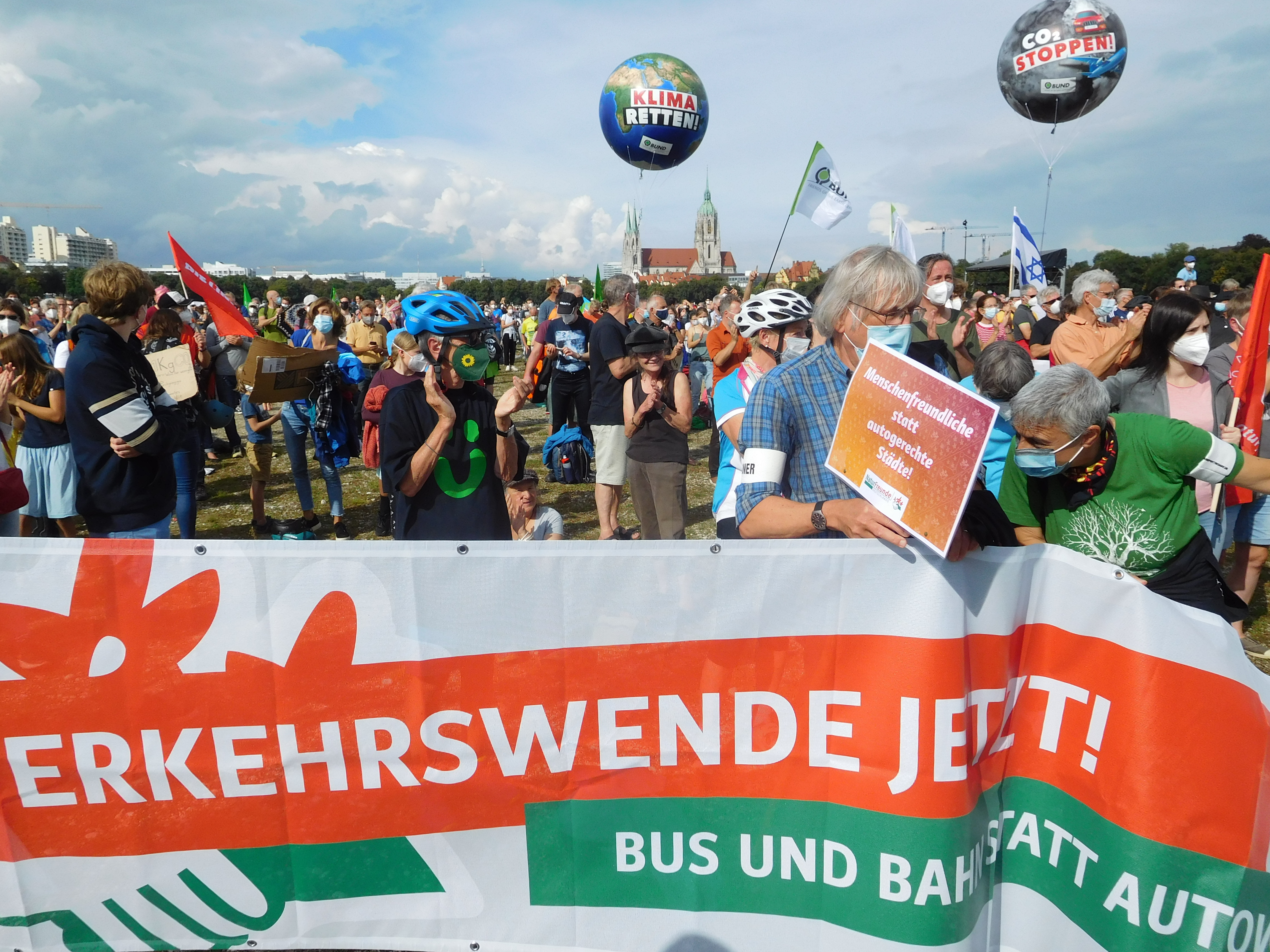
Proteste gegen die IAA, München 2021

Während der IAA Mobility kam es zu verschiedenen Protestaktionen. Am 10. September 2021 wurden 16 Aktivisten nach Zusammenstößen mit der Polizei festgenommen. Am Tag darauf kritisierten mehrere tausend Menschen das Konzept der IAA Mobility auf einer Kundgebung auf der Theresienwiese. Zuvor hatten verschiedene Veranstalter wie der ADFC, Attac, der Bund für Umwelt und Naturschutz Deutschland, die Deutsche Umwelthilfe, Greenpeace und der Verkehrsclub Deutschland eine Fahrradsternfahrt und einen Demonstrationszug durch München organisiert. Die Sternfahrt führte auf 16 verschiedenen Routen zur Theresienwiese. Dort forderten verschiedene Redner „eine klare Abkehr von der autodominierten Verkehrspolitik und Vorrang für den Fuß-, Rad- und Nahverkehr“. Die Veranstalter beklagten das Greenwashing der IAA, also die nur vorgetäuschte Verkehrswende und das geringe Interesse der Automobilindustrie am Klimaschutz. Die Veranstalter sprachen von 25.000 Teilnehmern an den Protesten, die Polizei von rund 14.500 Teilnehmern.
Am Samstag, den 11. September 2021 kam es gegen die Demonstrationen zu einem massiven Polizeieinsatz mit Schlagstöcken und Pfefferspray.

## IAA Mobility 2023

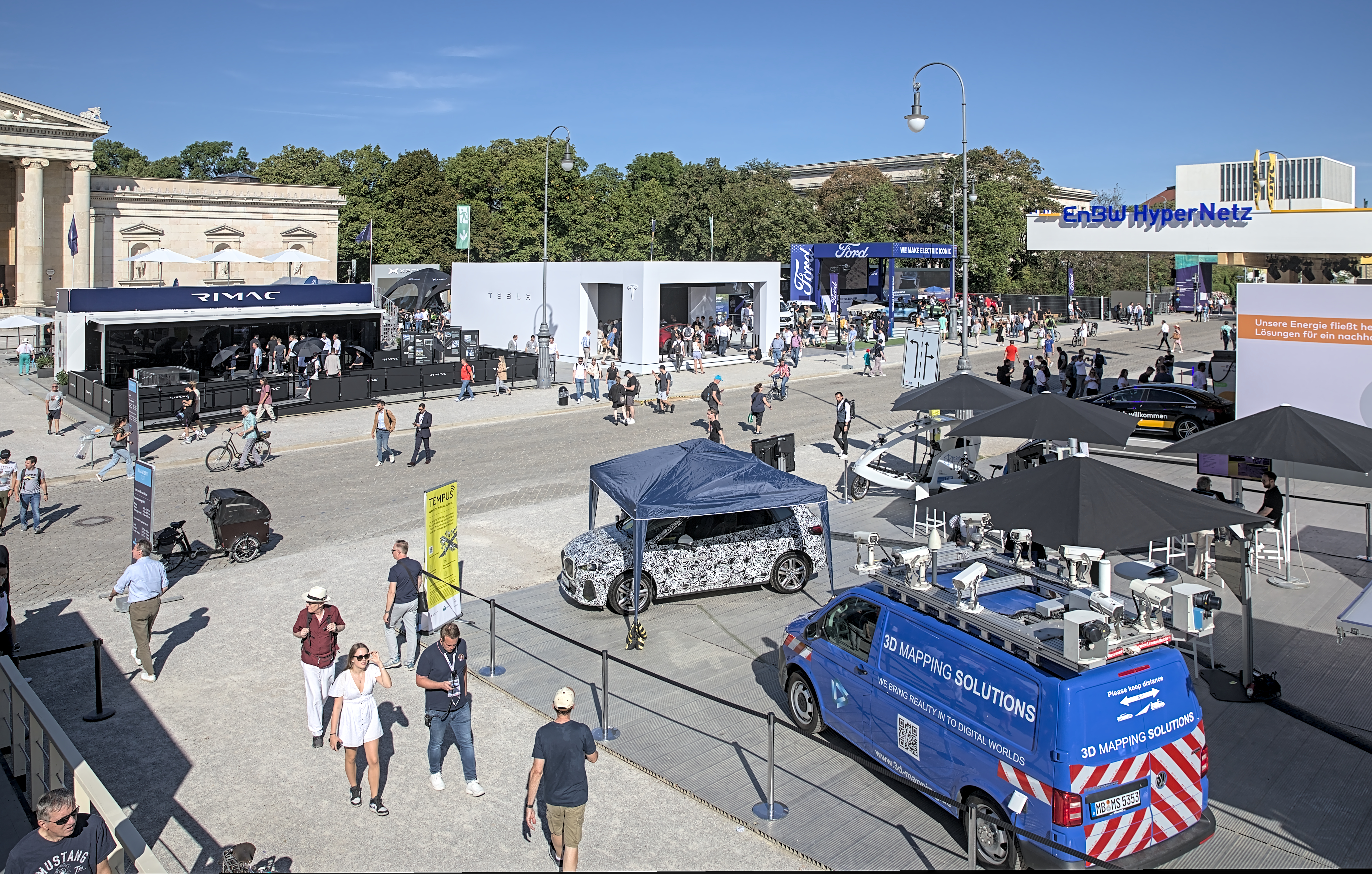
Der Königsplatz während der IAA Mobility 2023

Das Motto der zweiten IAA Mobility vom 5. bis 10. September war „Experience Connected Mobility“ (Erlebe vernetzte Mobilität). Rund 750 Aussteller aus 38 Ländern waren vertreten. Der Anteil ausländischer Aussteller stieg im Vergleich zu 2021 von 33 % auf etwa 50 %, davon über 40 % aus Asien. Auf dem Messegelände, bei dem Fachbesuchern vorbehaltenen sogenannten „IAA Summit“, präsentierten sich Hersteller, Automobilzulieferer und rund 100 Start-ups. Dort fanden auch Kongresse und Fachveranstaltungen, Vorträge und Diskussionen statt. Wie 2021 gab es in der Münchener Innenstadt auch diesmal ein „Open Space“. Erneut diente eine 15,5 Kilometer lange „Blue Lane“ als Verbindung zwischen Innenstadt und Messegelände sowie Teststrecke für Mobilitätsangebote.
Viele bekannte Hersteller fehlten auch diesmal. Nicht dabei waren 2023 unter anderem die Stellantis-Marken Peugeot, Fiat, Citroen, Jeep, Chrysler und Maserati (Opel war jedoch vertreten), außerdem Volvo, General Motors, Toyota, Mazda, Suzuki, Jaguar, Land Rover, McLaren, Ferrari, Bentley und Lamborghini. Dafür waren aus Asien unter anderem BYD, Dongfeng, Hozon, Leapmotor, MG Motor und XPeng vertreten, aus den Vereinigten Staaten Lucid und Tesla.
Zeitgleich zur IAA veranstalteten zahlreiche Organisationen Demonstrationen, Blockaden und andere Proteste. Wie 2021 fand wieder ein zentrales „Mobilitätswende-Camp“ statt, diesmal im Luitpoldpark.

### Kritik
Auf der IAA 2023 fanden sich auch Fahrräder, E-Bikes und öffentliche Verkehrsmittel. Die Themen Fahrrad und Nahverkehr waren auch auf dem Messegelände im Osten Münchens und dem sogenannten Open Space in der Innenstadt vertreten. Doch im Vergleich zur Premiere der IAA Mobility vor zwei Jahren waren es 2023 weniger. Die mangelnde Präsenz von Vertretern der Fahrradbranche und des öffentlichen Verkehrs bestätigen nach Ansicht von Kritikern, dass diese Branchen nicht vom Imagewandel der IAA überzeugt sind.
Die Macher der Internationalen Automobil-Ausstellung wollten damit ihre Messe grüner machen und neben Autos auch andere Mobilitätsformen präsentieren. Der neue Name IAA Mobility sollte die Messe als Teil der Verkehrswende verdeutlichen. IAA-Gegnern erscheint diese Strategie als nicht glaubhaft und sie werfen den Veranstaltern Greenwashing vor.

## IAA Daten und Mottos

### IAA Personenkraftwagen – Daten und Mottos

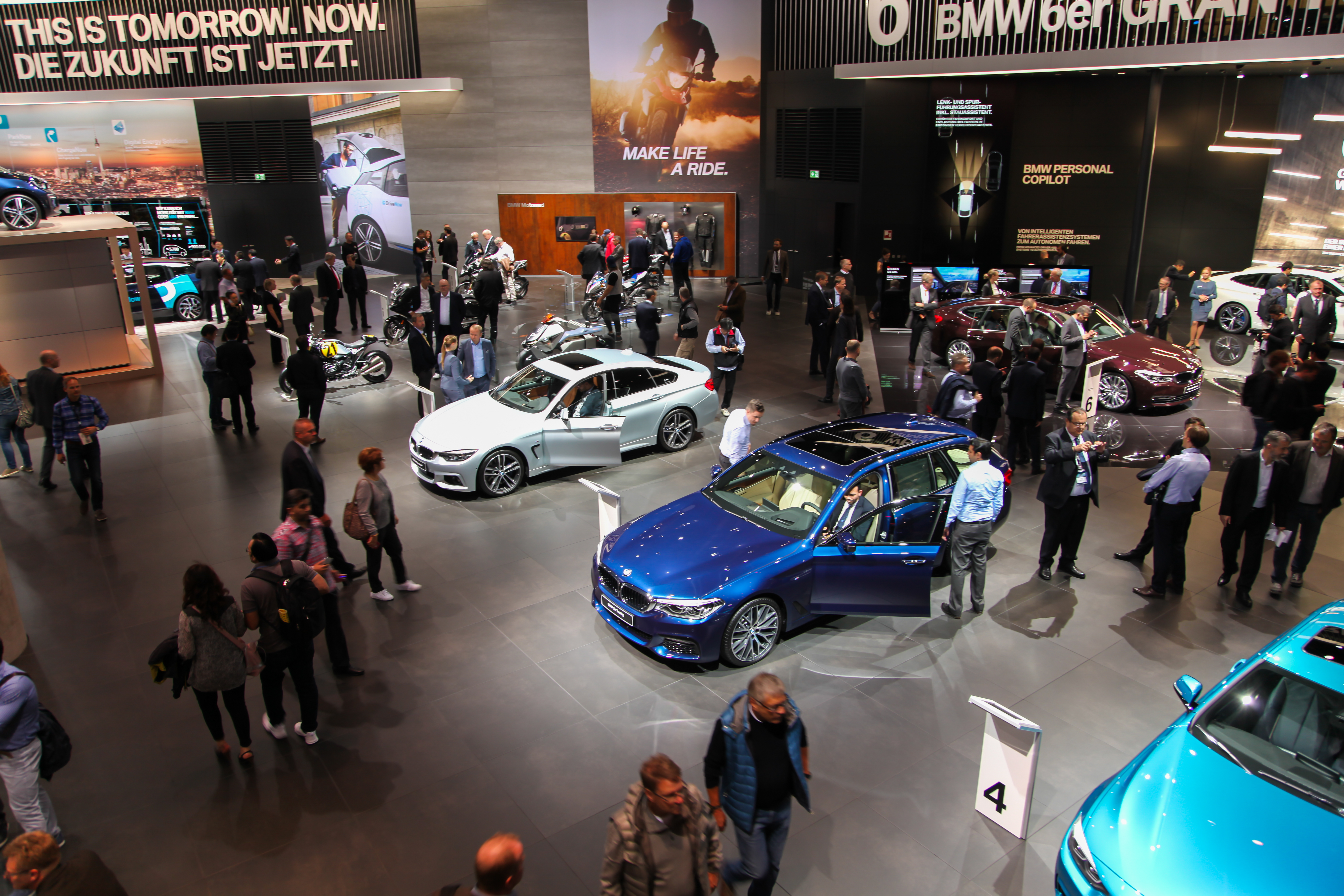
Stand der BMW AG, 2017

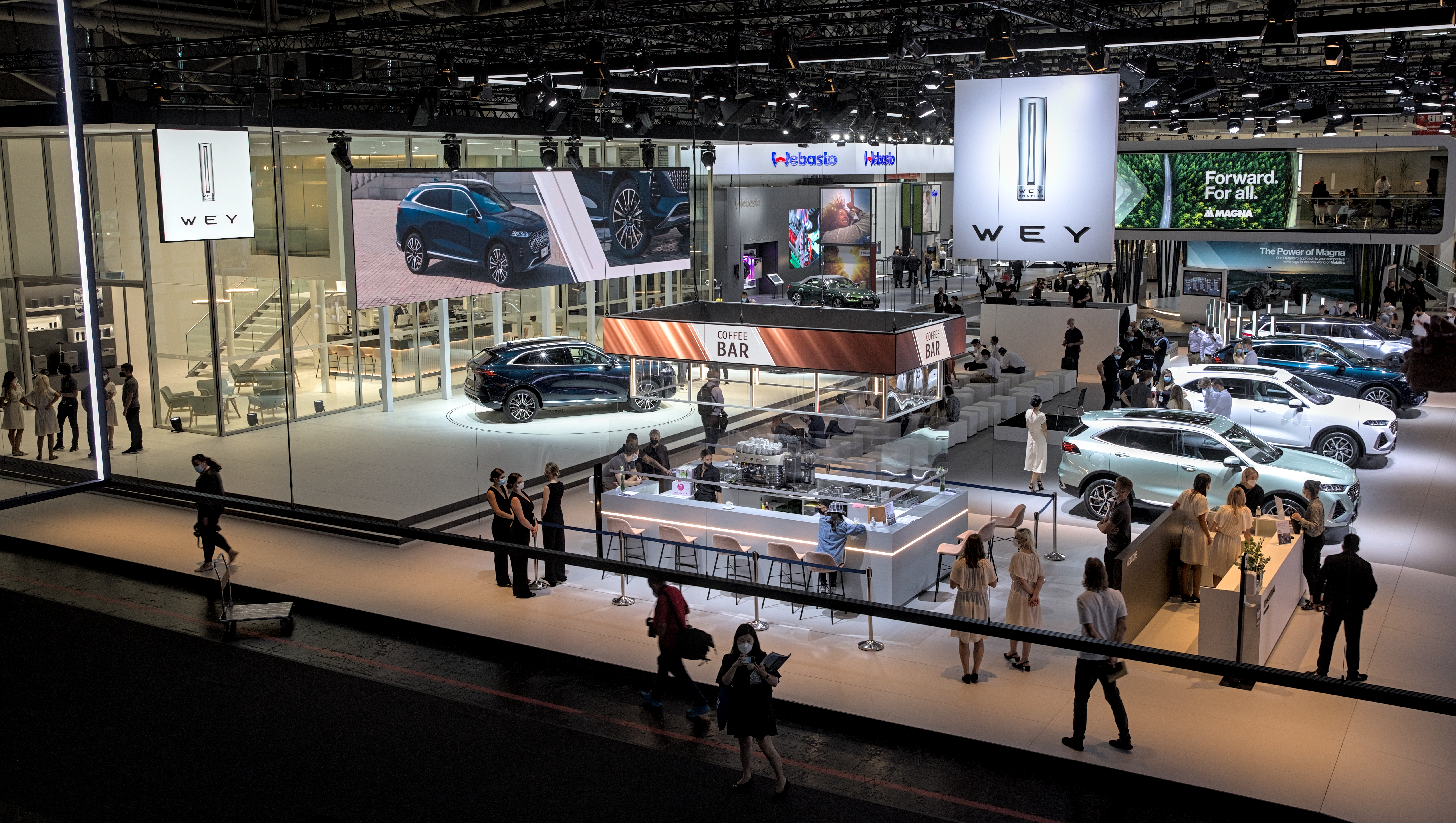
Stand der Firma Great Wall Motor (Marke Wey), 2021

Die Messe hat vor der Eröffnung am Donnerstag zwei Tage nur für die Presse geöffnet; anschließend ist die Messe zwei Tage lang, donnerstags und freitags, vor allem für das Fachpublikum geöffnet. Ab Samstag ist die Messe für die Allgemeinheit zugänglich. Einzelne Messen stehen unter besonderen Themen:
- Die 60. IAA Pkw vom 11. bis 21. September 2003 stand unter dem Motto „Faszination Auto“.
- Die 61. IAA Pkw vom 15. bis 25. September 2005 stand wie 2003 unter dem Motto „Faszination Auto“.
- Die 62. IAA Pkw vom 13. bis 23. September 2007 stand unter dem Motto „Sehen, was morgen bewegt“.
- Die 63. IAA Pkw vom 17. bis 27. September 2009 stand unter dem Motto „Erleben, was bewegt“.
- Die 64. IAA Pkw vom 15. bis 25. September 2011 stand unter dem Motto „Zukunft serienmäßig“.
- Die 65. IAA Pkw vom 12. bis 22. September 2013 stand unter dem Motto „Die automobilste Show der Welt“.
- Die 66. IAA Pkw vom 17. bis 27. September 2015 stand unter dem Motto „Mobilität verbindet“.
- Die 67. IAA Pkw vom 14. bis 24. September 2017 stand unter dem Motto „Zukunft erleben“.
- Die 68. IAA Pkw vom 12. bis 22. September 2019 stand unter dem Motto „Driving tomorrow“.

### IAA Nutzfahrzeuge – Daten und Mottos
Auf der IAA Nutzfahrzeuge, seit 2021: IAA Transportation, sind neben den Fahrzeugherstellern auch die Zuliefererindustrie vertreten. Die ersten beiden Tage sind in der Regel für Fachbesucher und die Presse reserviert.
Einige Messen stehen unter besonderen Themen:
- Die 60. IAA Nutzfahrzeuge vom 23. bis 30. September 2004 stand unter dem Motto „Mobile Zukunft“.
- Die 61. IAA Nutzfahrzeuge vom 21. bis 28. September 2006 stand unter dem Motto „Für uns alle unterwegs“.
- Die 62. IAA Nutzfahrzeuge vom 25. September bis 2. Oktober 2008 stand unter dem Motto „Für alle unterwegs“.
- Die 63. IAA Nutzfahrzeuge vom 23. bis 30. September 2010 stand unter dem Motto „Effizient, Flexibel, Zukunftssicher“.
- Die 64. IAA Nutzfahrzeuge vom 20. bis 27. September 2012 stand unter dem Motto „Motor der Zukunft“.
- Die 65. IAA Nutzfahrzeuge vom 25. September bis 2. Oktober 2014 stand unter dem Motto „Zukunft bewegen“.
- Die 66. IAA Nutzfahrzeuge vom 22. bis 29. September 2016 stand unter dem Motto „Ideen sind unser Antrieb“.
- Die 67. IAA Nutzfahrzeuge vom 20. bis 27. September 2018 stand unter dem Motto „Driving tomorrow“.
- Die 68. IAA Nutzfahrzeuge sollte vom 24. bis 30. September 2020 unter dem Motto „Beyond Transport & Logistics“ durchgeführt werden. Wegen der COVID-19-Pandemie entschied der VDA am 6. Mai 2020, die Messe abzusagen.[66]
- Die 69. IAA Transportation vom 20. bis 25. September 2022 stand unter dem Motto „People and Goods on the move“.
- Die 70. IAA Transportation vom 17. bis 22. September 2024 steht unter dem Motto „People And Goods On The Move“.[67]